# طيون حريري الأوراق
الطيون الحريري الأوراق نوع نباتي ينتمي إلى جنس الطيون من الفصيلة النجمية.

## الموئل والانتشار
موطنه الصين.